# Graphiurus microtis
Graphiurus microtis is een zoogdier uit de familie van de slaapmuizen (Gliridae). De wetenschappelijke naam van de soort werd voor het eerst geldig gepubliceerd door Noack in 1887.